# Boissy-lès-Perche
Boissy-lès-Perche – miejscowość i gmina we Francji, w Regionie Centralnym, w departamencie Eure-et-Loir.
Według danych na rok 1990 gminę zamieszkiwały 513 osoby, a gęstość zaludnienia wynosiła 15 osób/km² (wśród 1842 gmin Regionu Centralnego Boissy-lès-Perche plasuje się na 674. miejscu pod względem liczby ludności, natomiast pod względem powierzchni na miejscu 259.).